# Poddystrykt Safed
Poddystrykt Safed (hebr. נפת צפת, Nafat Cfat; ang. Zefat Subdistrict) – jednostka administracyjna wchodząca w skład Dystryktu Północnego, w Izraelu.

## Położenie
Poddystrykt obejmuje obszar północnej i środkowej części Górnej Galilei.

## Polityka
Poddystrykt administracyjnie należy do Dystryktu Północnego. Władze administracyjne znajdują się w mieście Safed.

## Osiedla
Znajdują się tutaj 2 miasta, 6 samorządów lokalnych i 3 samorządy regionu:
| Miasta: - Safed - Kirjat Szemona | Samorządy lokalne: - Chacor ha-Gelilit - Dżisz - Jesud ha-Ma’ala | - Metulla - Rosz Pina - Tuba-Zangarijja | Samorządy regionu: - Ha-Galil ha-Eljon - Mewo’ot ha-Chermon - Wzgórza Galilei |